# Liste der größten Zuckerhersteller
Dies ist eine Liste der größten Zuckerhersteller der Welt gemessen an deren Zuckerproduktion in der Saison 2013/14 nach Daten von F. O. Licht.
| Rang | Firma                  | Land                   | Produktion in Mio. t |
| ---- | ---------------------- | ---------------------- | -------------------- |
| 1    | Südzucker              | Deutschland            | 5,65                 |
| 2    | Raízen (Cosan & Shell) | Brasilien              | 5,57                 |
| 3    | AB Sugar               | Vereinigtes Königreich | 5,4                  |
| 4    | Mitr Phol              | Thailand               | 5,17                 |
| 5    | Tereos                 | Frankreich             | 4,74                 |
| 6    | Nordzucker             | Deutschland            | 3,5                  |
| 7    | Wilmar International   | Singapur               | 2,27                 |
| 8    | Thai Roong Ruang       | Thailand               | 2,11                 |
| 9    | Biosev                 | Brasilien              | 2,05                 |
| 10   | American Crystal       | Vereinigte Staaten     | 2                    |
| 11   | Guangxi Nanhua         | Volksrepublik China    | 1,75                 |
| 12   | Cristal Union          | Frankreich             | 1,75                 |
| 13   | FEESA                  | Mexiko                 | 1,75                 |
| 14   | Türkşeker              | Türkei                 | 1,75                 |
| 15   | Pfeifer & Langen       | Deutschland            | 1,75                 |
| 16   | Tongaat Hulett         | Südafrika              | 1,75                 |
| 17   | Usina Santa Terezinha  | Brasilien              | 1,75                 |
| 18   | Bajaj Hindusthan       | Indien                 | 1,62                 |
| 19   | Cosun                  | Niederlande            | 1,5                  |